# Cárdia

Divisões anatômicas do estômago

Cárdia é a região de transição entre o esôfago inferior e o estômago.
Cárdia (embora no jargão médico cotidiano haja frequente confusão de género) é um substantivo feminino, segundo todos os dicionários, incluindo o Aurélio e o Michaelis. Deve portanto ser dito "a cárdia".
A cárdia não é a mesma coisa que Esfíncter Esofágico Inferior (EEI).
Visto através da endoscopia digestiva aparece como uma linha de separação das mucosas esofágica e gástrica, chamada de "linha Pé"
, e à visão retrógrada (a partir do estômago), percebe-se um mecanismo esfincteriano fisiológico que não é identificável ao examinar-se anatomicamente a peça.
A cárdia pode ser importante por ser região de várias doenças, entre elas o câncer,  o refluxo gastro esofágico, a acalasia e o Mallory Weiss.